# 克卜勒138
克卜勒-138，也稱為KOI-314，是位於天琴座的一顆紅矮星，距離地球219光年。它位於美國國家航空暨太空總署的開普勒任務，利用行星凌探測恆星的行星及其衛星的克卜勒太空望遠鏡視場內。
這顆恆星擁有三顆已確認的行星，並可能有第四顆行星，包括迄今為止發現的質量和大小最低的系外行星，克卜勒-138b，質量與火星相當。克卜勒-138d以其低密度著稱；最初認為可能是氣態矮星，截至 2022 年的最新觀測表明，它和行星 C很可能都是海洋行星。

## 名稱與觀測歷史
在克卜勒太空望遠鏡觀測克卜勒138以前，它有一個2MASS編號2MASS J19213157+4317347。在KIC目錄（克卜勒輸入星表）中它的編號是KIC 7603200，而觀測發現到有凌星現象的太陽系外行星候選者後，在KOI目錄（克卜勒感興趣天體）中編號為KOI-314。

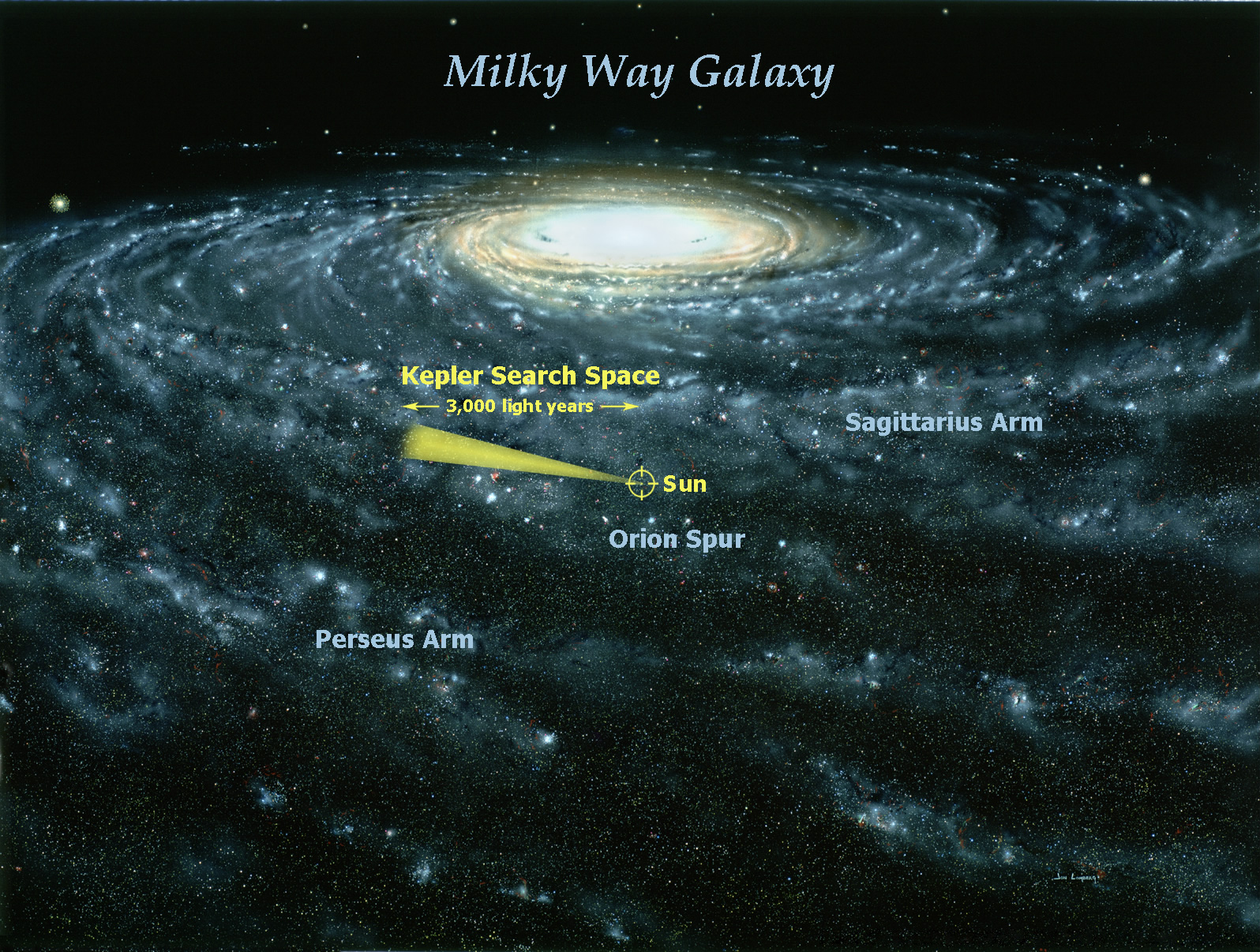
克卜勒太空望遠鏡在銀河系內的巡天區域。

NASA的克卜勒太空望遠鏡是以凌日法觀測恆星旁的系外行星，並因此發現了克卜勒138周圍的行星候選者。觀測方式是偵測因為行星經過恆星與觀測者之間時造成的恆星亮度下降。從地球上觀測到的亮度下降可以被認為是行星從恆星與地球中間通過，但因為其他種現象也可造成亮度下降，因此最初觀測到此種現象時均列為行星候選者。藉著標定這些亮度下降的發生時間後，天文學家確認了兩個候選者的重力交互作用，並且讓天文學家得以量測行星質量與確認它們是確實存在的行星，而且質量遠低於讓核心發生氘核融合反應的下限。
隨著報告發現行星的論文被接受，克卜勒團隊另外給予該恆星另一名稱「克卜勒138」（Kepler-138）。不過，該恆星是由不屬於克卜勒團隊的科學家發現，並且按照命名先例，原始發現者有命名權（因此另有一編號「KOI-314」），除非發現者提出正式的更名協議。
行星的候選者通常會依照發現順序在母恆星名稱之後加上後綴編號「.01」「.02」「.03」等。如果是同時發現的話，則是從距離母恆星最近到最遠編號。根據前述的規則，前兩個候選者是同時被偵測到的，並且被編號為 KOI-314.01 和 KOI-314.02，兩者軌道週期分別是13.8和23.1日。一年後另一顆體積遠小於前兩者的第3個候選者被偵測到，編號 KOI-314.03，儘管它的軌道週期比前兩者要短（10.3日）。
確認存在的行星名稱則會改為母恆星名稱後方加上後綴「b」、「c」、「d」等。而後綴編號是從字母 b 開始依照發現順序編號。因此 KOI-314.01 和 KOI-314.02 同時被確認為行星後，發現者就依照字母順序在母恆星後方加上後綴，因此這兩顆行星的新名稱分別為 KOI-314b 和 KOI-314c。因為當時還沒偵測到 KOI-314.03 造成的重力變化，因此在2014年1月6日起仍然是尚未確認狀態，並保留臨時名稱。
之後，2014年2月28日的一篇論文確認了 KOI-314.03 的假陽性錯誤機率低於1%，因此是確實存在的行星。該篇論文使用不同的名稱稱呼這三顆行星，即 KOI-314b 改為 Kepler-138c、KOI-314c 成為 Kepler-138d，而 KOI-314.03 則是 Kepler-138b。因為 KOI-314b 和 KOI-314c 較早發現，並且在較早的論文發表，按照先例命名權屬於原始論文發表者，並且 KOI-314b 和 c 不能在沒有發現者的正式協議下改名。然而，KOI-314.03 只在較晚發表的論文中確認，也就是說第二篇論文的作者可以將它命名為 Kepler-138b。因此出現了一顆恆星擁有兩顆後綴字母為「b」的不尋常現象，也因此出現了一個行星系中有兩個不同編號規則同時存在的行星系統。

## 恆星狀態
克卜勒138是一顆光譜型為M型的恆星，質量和半徑分別約為太陽的57%和54%。它的表面溫度3871 ± 58 K，而太陽的表面溫度為5778 K。克卜勒138的視星等為肉眼不可見的12.925等。

## 行星系統
克卜勒-138的三顆已知行星都是凌日的行星；這意味著從地球的角度來看，所有三顆行星的軌道似乎都在它們的恆星前面交叉。它們的傾角相對於地球的視線，或者它們在視線平面上方或下方的距離，變化不到一度。這允許通過監測每顆行星的凌星來直接測量行星的軌道週期和相對直徑（與母恆星相比）。還有第四顆非凌星的行星，克卜勒-138e，是通過凌日時間變分法探測到的。
雖然最裡面的行星大小與火星相似，但克卜勒-138c和d的半徑都在1.5地球半徑（根據先前估計的1.2地球半徑修訂）。雖然克卜勒-138c和d具有相似的半徑，但它們的質量和密度最初被認為變化很大。在這兩者中，內側行星被認為與岩石的超級地球一致，而外側行星的低密度意味著它可能有很大一部分是水冰或一個顯著的氣體包層，類似於微型氣態巨行星（氣態矮星）。這兩顆行星之間的顯著差異被假設是由於光致蒸發造成的。然而，截至 2022 年的最新觀測發現，行星 c 和 d 的密度同樣低，這表明它們很可能是 海洋行星。候選的克卜勒-138e的質量可能介於火星和金星的中間。雖然無法估計行星e的半徑，但它可能小於c和d，但大於與類似地球的組成一致的b。
三顆內行星離它們的母恆星太近，無法考慮是在適居帶中，而可能的行星克卜勒-138e在適居帶的內邊緣附近運行。
| 成員 (依恆星距離) | 质量               | 半長軸 (AU)   | 轨道周期 (天)             | 離心率             | 傾角        | 半径         |
| ----------------- | ------------------ | ------------- | ------------------------- | ------------------ | ----------- | ------------ |
| b                 | 0.07±0.02 M⊕       | 0.0753±0.0006 | 10.3134±0.0003            | 0.020±0.009        | 88.67±0.08° | 0.64±0.02 R⊕ |
| c                 | 2.3+0.6 −0.5 M⊕    | 0.0913±0.0007 | 13.78150+0.00007 −0.00009 | 0.017+0.008 −0.007 | 89.02±0.07° | 1.51±0.04 R⊕ |
| d                 | 2.1+0.6 −0.7 M⊕    | 0.1288±0.0010 | 23.0923±0.0006            | 0.010±0.005        | 89.04±0.04° | 1.51±0.04 R⊕ |
| e (未确认)        | 0.43+0.21 −0.10 M⊕ | 0.1803±0.0014 | 38.230±0.006              | 0.112+0.018 −0.024 |             |              |

## 外部連結
- The Hunt for Exomoons with Kepler (HEK) project - HEK.
- Kepler Mission（页面存档备份，存于） – NASA.
- Kepler – Discoveries – Summary Table（页面存档备份，存于） – NASA.
- Kepler – Tally of Planets/interactive (2013)（页面存档备份，存于） – NYT.
- Video (10:47) - David Kipping - Press Briefing on First Earth-Mass Transiting Planet, KOI-314c (01/06/2014).（页面存档备份，存于）